# Lit de semence
 (février 2019).
Si vous disposez d'ouvrages ou d'articles de référence ou si vous connaissez des sites web de qualité traitant du thème abordé ici, merci de compléter l'article en donnant les références utiles à sa vérifiabilité et en les liant à la section « Notes et références ».
En agriculture, un lit de semence est la couche superficielle du sol plus ou moins finement travaillée pour recevoir les semences lors du semis et favoriser leur germination grâce à un bon contact entre les semences et le sol.
En jardinage ou en pépinière, le lit de semence s'insère dans un environnement local contrôlé constitué par exemple par un châssis froid spécialement préparé, une couche chaude ou une couche surélevée, dans lesquels on fait croître les plantules jusqu'à l'obtention des jeunes plants destinés à  être transplantés dans un jardin ou dans un champ. Un lit de semence permet d'augmenter la proportion de graines qui germent.

## Techniques

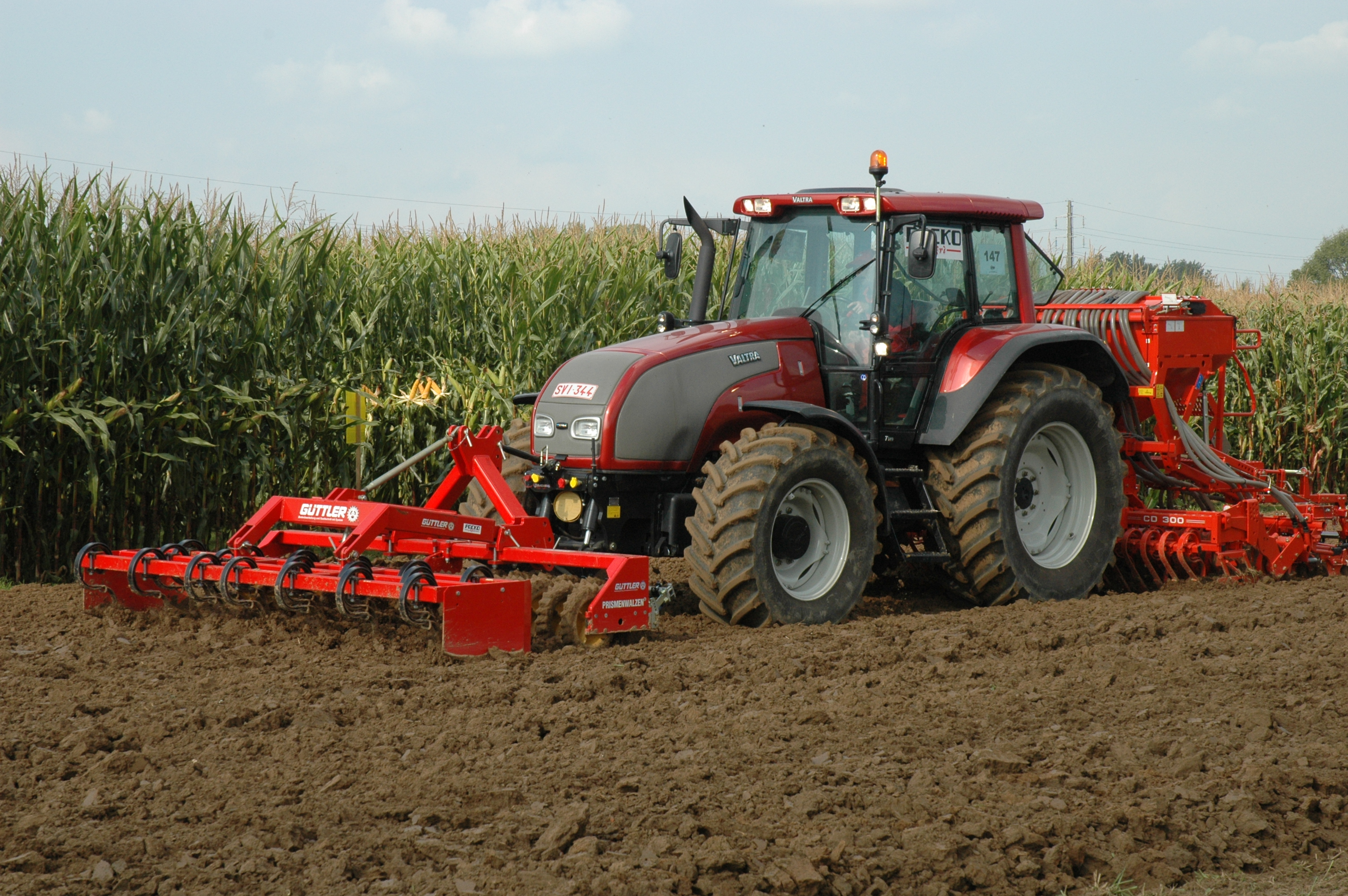
Des outils combinés montés sur un tracteur puissant permettent la préparation du lit de semence et le semis en une seule passe.

Le sol d'un lit de semence doit être meuble et bien nivelé, sans grosses mottes. Ces caractéristiques sont nécessaires pour que les graines puissent être semées facilement et à une profondeur régulière pour une meilleure germination. De grosses mottes ou une surface inégale tendent à rendre plus aléatoire la profondeur de plantation. De nombreux types de plantules ont également besoin d'un sol meuble avec un minimum de cailloux pour mieux développer leurs racines (les carottes, par exemple, auront tendance à ne pas pousser droit dans des sols rocailleux).
La préparation du lit de semence dans les champs implique souvent un labour secondaire, à l'aide de herses et de cultivateurs. Ce travail peut succéder, le cas échéant, à un travail du sol primaire à l'aide de charrues ou de chisels (cultivateurs lourds). Les méthodes de culture sans labour évitent le labour tant pour la préparation du lit de semence qu'ensuite pour lutter contre les mauvaises herbes.
Dans les jardins, la préparation de lit de semence implique souvent un labour secondaire à l'aide d'outils à main tels que houes et râteaux. Cela peut suivre, le cas échéant, un travail du sol primaire à l'aide de bêches ou de pioches. Les motobineuses offrent une alternative motorisée qui assure à la fois le travail du sol primaire et secondaire.